# Petrogale purpureicollis
Petrogale purpureicollis — вид родини Кенгурових. Етимологія: лат. purpura — «пурпур», лат. collis — «шия».

## Поширення
Ендемік Австралії, де він присутній у північно-західному Квінсленді. Цей вид зустрічається в районах скельних виходів, скель і валунних утворень поблизу сухих лісистих саван і спініфексових лук.

## Опис
Він живе невеликими колоніями. Колонії, які мають доступ до постійної води, як правило, більші, а ті, які не мають можуть зникнути протягом тривалих посух. Вагітність триває 33-35 діб. Вигодовування молоком триває 270–350 діб. Статева зрілість у самиць настає на 18 місяць, у самців на 22 місяць. Вага 5,7 кг.

## Загрози та охорона
Виду, ймовірно, загрожує конкуренція з місцевими і введеними травоїдними. Можливо, йому загрожують введені хижаки. Цей вид зустрічається в Національному Парку Лоун Хіл (англ. Lawn Hill National Park).